# 埜中征哉
埜中 征哉（のなか いくや）は、日本の医師。国立精神・神経医療研究センター病院名誉院長。小児神経学、神経病理学を専門分野とし、デュシェンヌ型筋ジストロフィー、ミトコンドリア病の研究を行った。

## 経歴[3][4][5]
- 1964年 熊本大学医学部卒業
- 1969年 医学博士、国立病院機構西別府病院小児科医長
- 1973年 米国ウエストバージニア大学神経病理学教室留学
- 1977年 鳥取大学医学部脳神経小児科講師
- 1978年 国立精神・神経医療研究センター神経研究所疾病研究第一部室長
- 1982年 同微細構造研究部部長
- 1990年 「デュシェンヌ型筋ジストロフィーの欠損蛋白の研究」で厚生大臣賞受賞
- 1992年 同センター病院臨床検査部部長、微細構造研究部部長（併任）
- 1994年 「神経・筋疾患の診断法の開発に関する研究」で科学技術庁長官賞受賞
- 1997年 同センター病院副院長
- 1998年 同センター病院院長
- 1999年 日本小児神経学会理事長[5]
- 2004年 国立精神・神経医療研究センター病院名誉院長

## 著書
- 埜中 征哉・西野 一三「臨床のための筋病理」日本医事新報社 2021年 ISBN 9784784950669
- 埜中 征哉「新筋肉病学」南江堂 1995年 ISBN 9784524206162
- 埜中 征哉「ミトコンドリア病」医学書院 1997年 ISBN 9784260118156